# Джексон на прізвисько Мотор
Джексон на прізвисько Мотор (Джексон Мотор) — комедійний фільм 1988 року.
Незважаючи на успіх в прокаті, фільм отримав негативну оцінку критиків.

## Сюжет
Сержант поліції Джексон, по прізвиську «Мотор», кидає виклик жорстоким вбивцям, що перебувають на службі у безжального автомагната, який хоче шляхом вбивств розчистити собі дорогу до політичної влади.

## У ролях
| Актор           | Роль                |
| --------------- | ------------------- |
| Карл Везерс     | сержант Джексон     |
| Крейг Нельсон   | Пітер Деллаплен     |
| Веніті          | Сідні Еш            |
| Шерон Стоун     | Патріс Деллаплен    |
| Білл Дюк        | капітан Амбрустер   |
| Роберт Даві     | Тоні Моретті        |
| Джек Тібо       | детектив Коттервелл |
| Армелія Макквін | Ді                  |
| Томас Ф. Вілсон | офіцер Корнблау     |